# Nasta Rojc
Nasta Rojc, rođena kao Jerka Hermina Ljubica Rojc (Bjelovar, 6. novembar 1883. - Zagreb, 6. novembar 1964),  bila je hrvatska slikarica, koja se bavila aktom, pejzažima, mrtvim prirodama, portretima i autoportretima. Dok je za života još i bila prisutna na izlagačkoj sceni, nakon smrti ova je slikarica polako padala u zaborav, što potvrđuje i popis njenih samostalnih izložbi – za života takve su izložbe bile relativno brojne, no nakon smrti sve ređe. Naime iako njena likovna dela spadaju u vrh savremenog hrvatskog slikarstva, na  njenu umetničku karijeru i istorijsko sećenje delovaće najverovatnije njena homoseksualnost, tako da se njeno likovno stvaralaštvo danas ne nalaze ni u jednoj nacionalnoj muzejsko-galerijskoj instituciji u Hrvatskoj i šire.

## Život i karijera
Rođena je 1883. godine u Bjelovaru kao prvo od četvero dece uglednog bjelovarskog advokata, kao Nasta Jerka Hermina Ljubica Rojc. Osnovnu školu završava u rodnom Bjelovaru, a gimnaziju u Zagrebu u kome je istovremeno posećivala časove pisanja i crtanja kod slikara Josipa Hohnjeca, Nakon gimnazije otac ju upisuje u samostan Sacre Ceur u Grazu. Ali ubrzo, uprkos očevom protivljenju, iz Bjelovara dolazi u Zagreb na privatne časove slikarstva kod Otona Ivekovića.
Slikarsko školovanje Nasta Rojc je započela 1901. godine u privatnoj slikarskoj školi Otona Ivekovića u Zagrebu. Da bi se od 1902. godine s prekidima školovala na Kunstschule fur Frauen und Madchen u Beču u kome je završila i fotoškolu.
Godine 1908. Ponovno se vraća na Frauen Akademie u Beč 1908. godine i usavršava modeliranja.
Studij slikarstva konačno je završila 1911. godine  u Beču,  kod profesora slikar Ludwig Michalek-a, vajara Otto König-a i pripadnik bečke secesije Hans Tichy-ja.
Nasta Rojc koja je od rane mladosti pokazivala homoseksualnu sklonost, stupila je u brak  sklopljen 1910. godine s prijateljem i kolegom Brankom Šenoom. Nakon Prvog svetskog rata, počev od 1923. napušta supruga i otvoreno živi u lezbijskoj vezi s Alexandrinom M. Onslow, pripadnicom britanske vojske koju je upoznala neposredno po završetku Prvog svetskog rata.   Sa  Alexandrinom nastaja je živela u Zagrebu od 1925. godine pa sve do Alexandrinine smrti 1947. godine, u kući na Rokovom perivoju br. 6 u Zagrebu, u kojoj se nalazio umetničin atelje koji je ujedno bio i salon, poput savremenih pariskih salona toga doba.

## Likovno stvaralaštvo
Tokom školovanja kod Josipa Hohnjeca Nasta je savladala perspektivno crtanje, crtanje elemenata ornamenta i osnovna načela o harmoniji boja,124 što joj je omogućilo da se aktivno  uključi u kulturno-umetničkom život na prelazu iz 19. u 20. vek.

Bavila se aktom, pejzažima i mrtvim prirodama, ali portreti i autoportreti označiće njenu umetničku karijeru, i postaće njena glavna likovna preokupacija. 
U delima poput „Autoportreta s kistom” (1910.), „Autoportreta u bijeloj košulji” (1925.) i delima koja su na retrospektivnoj izložbi 1996. i 1997. bila izloženo pod nazivom „Simbolistički autoportret”, autorica  prikazuje odbacujući čin identifikacije s ustaljenim predodžbama građanske ženstvenosti.
Po uzoru na londonski klub likovnih umetnica Women's International Art Club, Nasta je
osnovala Klub likovnih umjetnica u Hrvatskoj, koji je ujedno bio i prvi klub te vrste na prostoru
Hrvatske. Osnovni cilj kluba bio je da prikaže rad umetnica koje su u prvoj polovini 20. veka bile  manje zastupljene kao slikarice u oblasti slikarstva.
U svojim delima Nasta Rojc neprestano insistira na prvom licu jednine, na ličnoj zamenici „Ja”, na samoodređenju – borac, u konkretnom trenutku sopstvene istorije,  koja se događa mimo normativne heteroseksualne rodne identifikacije i simboličkog poretka, poretka jezika, koji jest zakon i osnova društvenih ugovora. Nasta Rojc sebe reprezentira bez maske: građanske, heteronormativne maske ženstvenosti. Zbog takvih stavova autoportret Naste Rojc se danas ne nalaze ni u jednoj nacionalnoj muzejsko-galerijskoj instituciji, već im se nakon slikaričine retrospektivne izložbe održane pred sam kraj dvadesetog veka u zagrebačkom Umetničkom paviljonu, gubi svaki trag.

## Napomene
1. ↑  Za Josipa Hohnjeca se u Zagrebu govori da je naviše uticao na Nastino životno zvanje.

## Spoljašnje veze
- „Nasta Rojc - kritička retrospektiva” (језик: хрватски)